# Нижні Пам'яли
Нижні Пам'я́ли (рос. Нижние Памъялы, марій. Изи Памъял) — присілок у складі Звениговського району Марій Ел, Росія. Входить до складу Кужмарського сільського поселення.

## Населення
Населення — 312 осіб (2010; 318 у 2002).
Національний склад (станом на 2002 рік):
- марі — 99 %